# Music for Relief
Music for Relief is een stichting opgericht door de band Linkin Park. Het doel is om hulp te bieden aan slachtoffers van natuurrampen en om de mensheid bewust te maken over de opwarming van de aarde.

## Achtergrondinformatie
Music for Relief is een 501 (c) (3) goede doel dat gewijd is aan het verstrekken van hulp aan slachtoffers van natuurrampen en bijhet voorkomen van dergelijke rampen. Sinds haar oprichting in 2005 heeft Music for Relief al meer dan 5 miljoen dollar opgehaald voor rampen. Het gaat hier om:
- De aardbeving in de Indische Oceaan in 2004
- Orkanen Katrina en Rita. Daarnaast verschafte het samen met Hollywood for Habitat for Humanity huizen aan de daklozen.
- De bosbranden in Californië in 2007
- Cycloon Sidr in Bangladesh.
- De aardbeving in januari 2010 in Haïti
- De zeebeving in Sendai op 11 maart 2011

## Activiteiten
Music for Relief organiseerde twee benefietconcerten met beroemde artiesten en de VIP-gasten. De eerste show vond plaats op 17 januari 2005 en bevatte Tenacious D (die ook hielpen het evenement te organiseren), Beck, Will Ferrell, Dave Grohl, Josh Homme en Eddie Vedder. De tweede show vond plaats op 15 februari 2005 en bevatte Story of the Year, The Crystal Method, Linkin Park, Camp Freddy, No Doubt en Jurassic 5.

## Realisaties
Music for Relief heeft bijgedragen aan de beplanting van meer dan 355.000 bomen om de opwarming van de aarde wat in te perken. Een groot deel hiervan was dankzij een donatie van de Linkin Park Underground, de fanclub van Linkin Park. Zij droegen bij aan de beplanting van 100.000 bomen. Tijdens Projekt Revolution 2007 ging een dollar van een verkochte kaart naar American Forests. Hetzelfde gebeurde tijdens Projekt Revolution 2008. Music for Relief doneerde 50.000 dollar aan de Direct Relief International in Santa Barbara. SanDisk voegde een bedrag van 100.000 dollar toe en het totaal aantal ging naar de hulpverlening van de bosbranden in Californië in 2007. Op 24 juli 2008 presenteerde de Major League Baseball, de Amerikaanse honkbalfederatie aan Mike Shinoda en Dave Farrell een bedrag van 25.000 dollar voor de organisatie. In januari 2010 werd het compilatiealbum Download to Donate for Haïti uit, waar alle donaties naar de slachtoffers van de aardbeving in Haïti gingen met Not Alone als officieuze promotiesingle. Er waren bijdragen van onder andere de Dave Matthews Band, Enrique Iglesias en Lupe Fiasco. Op 11 januari 2011 kwam er een re-release van het album waarbij extra nummers beschikbaar werden. 23 maart werd Download to Donate: Tsunami Relief uitgebracht om geld op te brengen voor de slachtoffers van de zeebeving in Sendai. 